# Polarímetro

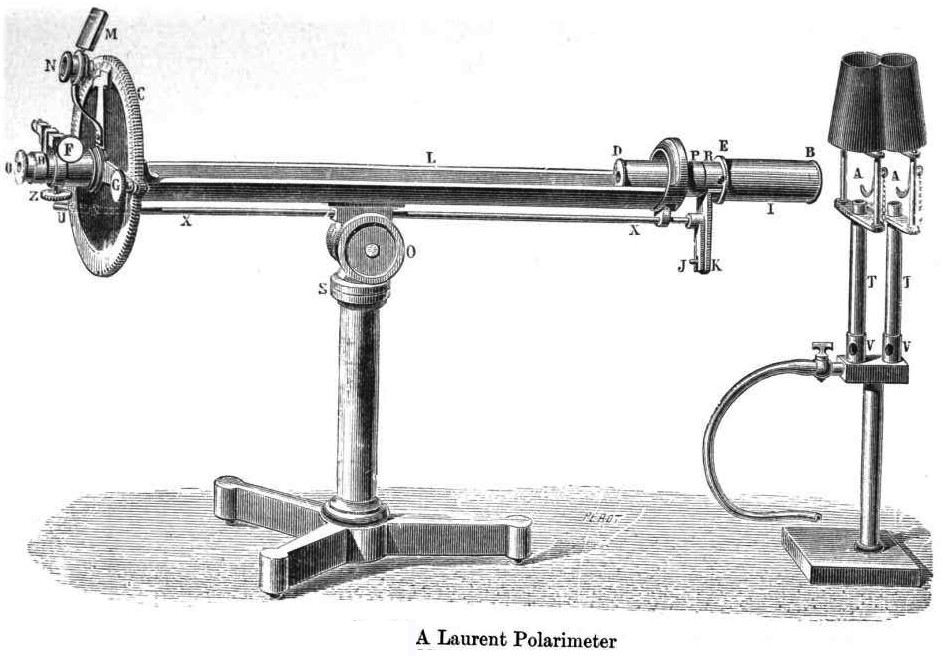
Polarímetro antigo.

Um polarímetro é um instrumento de laboratório usado para determinar o ângulo de rotação ótica de luz polarizada passando por um material.
No mercado existe uma grande variedade de polarímetros, desde os mais elementares aos mais sofisticados.
Essencialmente, um polarímetro é constituído por uma fonte luminosa, normalmente luz monocromática que corresponde à risca D do sódio, dois obstáculos constituídos por substâncias polarizadoras da luz, localizados, respetivamente, antes e depois da câmara onde é introduzido o tubo com a substância oticamente ativa.
O primeiro obstáculo é denominado por polarizador e o segundo por analisador.
Ao introduzir um tubo com a substância oticamente ativa na câmara, o observador, ao olhar pela ocular, vê reduzir a luminosidade, tendo de rodar o analisador de um ângulo correspondente ao desvio que a substância produziu no feixe de luz, polarizada pelo polarizador, para voltar a obter um máximo de intensidade luminosa.
Um polarímetro permite também distinguir diferentes soluções de açúcar, cujas moléculas contêm igual número de átomos ou ainda medir a concentração de uma solução de açúcar conhecida.
Na prática, os polarímetros são construídos de tal forma que não se determinam os pontos de difícil medição quanto à sua maior ou menor luminosidade, mas sim a igualdade de iluminação de duas superfícies.
polarímetro. In Infopédia [Em linha]. Porto: Porto Editora, 2003-2013. [Consult. 2013-08-29].
Disponível na www: <URL: http://www.infopedia.pt/$polarimetro>.